# Bråstorp
Bråstorp är en stadsdel i Motala, västra Östergötland. Området har på senare tid blivit ett shoppingområde med exempelvis hemelektronik, livsmedelsbutiker och snabbmatsrestauranger.
I Bråstorp centrum finns ett antal stora butikskedjor etablerade, Maxi Ica Stormarknad, Willys, Arken Zoo, Ö&B, Burger King, Clas Ohlson, Cheapy, Biltema, Lekia, Jysk, Rusta, Plantagen samt Swedol.
Statoil har en automatstation på området
2012 flyttade även räddningstjänsten och ambulansen in i nya lokaler i detta område.

## 2 områden - 1 namn
Bråstorp är egentligen 2 områden som inte är sammanhängande, det första Bråstorp anlades i slutet av 70-talet. Det "nya" Bråstorp tillkom under 90-talet och byggs fortfarande ut i riktning mot Smedsby och Bergsätters industriområde.
Det gamla och nya Bråstorp åtskiljs av området Dysätter och Metallvägen.